# Francesco Carotta

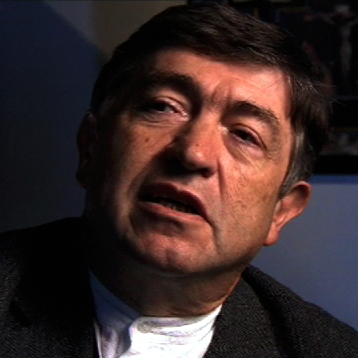
Francesco Carotta (2007)

Francesco Carotta (Ca' Zen, Lusia, 1946) is een Italiaans taalkundige, filosoof, ingenieur, uitgever en schrijver.

## Theorie over Julius Caesar als Jezus Christus
Carotta ontwikkelde de theorie dat de teksten over Jezus gebaseerd zijn op de levensgeschiedenis van Julius Caesar. Hij poneerde deze stelling voor het eerst in twee publicaties bij zijn eigen uitgeverij in 1988 en 1989. Vervolgens beschreef hij zijn bevindingen in twee Duitse krantenartikelen: de Stadtzeitung van Freiburg (april 1989) en die Tagezeitung uit Berlijn (december 1991). Tien jaar later publiceerde hij de resultaten van zijn onderzoek in het Duitse boek War Jesus Caesar? (1999). Het boek verscheen in het Nederlands onder de titel Was Jezus Caesar? Een onderzoek (2002) en in het Engels (2005) onder de titel Jesus was Caesar – On the Julian origin of Christianity.
Hij schreef een aantal peer reviewed wetenschappelijke artikelen over verschillende aspecten van de theorie. Zo stelt Carotta dat het getal van het beest 666 teruggaat op Cleopatra. Hij toont aan dat alleen CLEOPATRA alle drie de varianten verklaart die in de handschriften voorkomen: 616, 666 en 665.
ΚΛΕΟΠΑΤΡΑ Θ(εα) – Κ' 20 + Λ' 30 + Ε' 5 + Ο' 70 + Π' 80 + Α' 1 + Τ' 300 + Ρ' 100 + Α' 1 + Θ' 9 = 616
ΚΛΕΟΠΑΤΡΑ Θ(εα) N(εωτερα) – Κ' 20 + Λ' 30 + Ε' 5 + Ο' 70 + Π' 80 + Α' 1 + Τ' 300 + Ρ' 100 + Α' 1 + Θ' 9 + Ν' 50 = 666
ΚΛΕΟΠΑΤΡΑ Θ(εα) N(εωτερα) – Κ' 20 + Λ' 30 + Ε' 5 + Ο' 70 + Π' 80 + Α' 1 + Τ' 300 + Ρ' 100 (+ Α' 1) + Θ' 9 + Ν' 50 = 665

## Reacties
Na een eerste positieve bespreking in de uitzending van Buitenhof van 1 december 2002 noemde rechtsgeleerde, humanist en publicist Paul Cliteur het boek in de uitzending van NOVA van 23 december 2002 een "ontdekking die gelijkstaat aan de denkbeelden van Darwin en Galileo en die de hele cultuurgeschiedenis omver gooit".
De Leidse rechtsfilosoof Andreas Kinneging noemde Carotta's boek, in het Radio 1 Journaal van 24 december 2002 "het boek van het jaar 2002".
Volgens nieuwtestamenticus Henk Jan de Jonge staat er in het boek "niets dan klinkklare nonsens, ongefundeerde speculaties op basis van toevallige overeenkomsten tussen de weergaven van het leven van Julius Caesar en Jezus". In het blad T.F. schrijft De Jonge: "De theorie van Carotta roept veel meer problemen op dan de theorie die Marcus terugvoert op oudere traditie aangaande een historische persoon Jezus. Carotta stelt ons constant voor nieuwe complicaties, die dan weer nieuwe hypothesen vereisen."
Henk Versnel, oudhistoricus, kwalificeerde het met "Dit is een verzameling apekool".
De klassiek historicus Anton van Hooff kwalificeerde de theorie van Carotta als "atheïstisch bijgeloof" en pseudowetenschap.
De Nederlandse vertaler van Carotta, de experimenteel psycholoog Tommie Hendriks beschreef in een uitgebreid artikel de merkwaardige receptie van de theorie in Nederland. Daarnaast schreef Hendriks een monografie waarin hij tracht aan te tonen dat Caesar op 17 maart 44 v.Chr. – tertia die – is bijgezet, een gegeven dat Carotta’s theorie zou ondersteunen.
De Nederlandse programmamaker Jan van Friesland maakte een documentaire over Francesco Carotta's theorie dat Jezus in feite Caesar was, waarvan op 2 november 2007 in Utrecht de officiële première plaatsvond. In deze documentaire noemt de Spaanse cultureel antropoloog Francisco Rodríguez Pascual de theorie van Carotta "mogelijk" en daarom zeer van belang als werkhypothese.
De Nederlandse classicus en Plutarchusvertaler Gerard Janssen beschouwt het werk als een belangwekkende theorie die een grondige wetenschappelijke discussie waard is.
Maria Wyke, in haar Caesarbiografie van 2007, beschouwt de door Carotta aangedragen parallellen tussen Caesar and Jezus als "sweeping and often superficial", ondanks hun gedetailleerdheid en eindeloze verantwoording." Pieter Steinz vatte haar woorden over Carotta in de NRC als volgt samen: "Wyke laat de belachelijkheid van Carotta’s these mooi zien (door zijn argumenten alleen maar te citeren), maar verbindt er een mooie conclusie aan. Vroeger, schrijft ze, werden Caesar en Jezus met elkaar vergeleken om de opmars van de christelijke heilsleer of het droit divin te ondersteunen. Tegenwoordig worden de parallellen juist getrokken om de goddelijkheid en de historiciteit van Jezus te ondermijnen. ‘Caesar is niet langer de schaduw van Christus, maar Christus is de schaduw van Caesar.’" Alban Bonilla schreef in een filosofisch artikel dat de traditionele associatie van het getal 666 met het kwaad of de duivel, zoals bekend uit het Bijbelboek Openbaring, onderwerp is van verschillende interpretaties. Bonilla noemt onder meer de bekende theorie dat 666 verwijst naar de Romeinse keizer Nero, maar verwijst ook expliciet naar de linguïstische theorie van Francesco Carotta, die stelt dat het getal 666 eigenlijk betrekking heeft op Cleopatra. Volgens Carotta verklaart de naam Cleopatra, met behulp van Griekse getalswaarden, niet alleen de variant 666, maar ook andere in handschriften voorkomende varianten zoals 616 en 665. Hij stelt dat het getal van het beest in de Apocalyps mogelijk niet over een Romeinse keizer, maar over Cleopatra gaat. 